# 장석훈
장석훈(1991년 3월 18일~)은 대한민국의 래퍼이자 싱어송라이터이다. 키스 에이프의 <잊지마>와 크러쉬 (음악가)의 <눈이 마주친 순간> 등의 어쿠스틱 커버로 힙합팬들에게 이름을 알리다가 바밍타이거 크루에 합류했다. 원래 예명은 유병언이었으나, 이름의 의미에 오해를 피하기 위해 바밍 타이거 크루 탈퇴 이후 소속사 가입 때 변경했다. 묵직한 중저음톤과 랩 실력이 특징이다.
2019년 3월 18일에 입대하여, 2020년 10월 27일에 만기전역했다.

## 음악 스타일
자신만의 특색있는 가사, 목소리로 동양인 특유의 플로우를 잘 나타낸다. 낮은 목소리가 매력. 외국에 오래 살다가 온 탓에 한국어 가사보다는 영어가 훨씬 많다. 랩을 할때의 목소리와 반대로 보컬을 할 때는 목소리가 묵직하진 않아서 또 다른 스타일을 보여준다. 보컬도 잘 해서 듣기좋다는 평이 많다.

## 참여곡
- 2019.1.29 더콰이엇 - 한강 gang megamix (With 쿠기, 수퍼비, 제네 더 질라 & 장석훈)
- 2019.2.11 키겐 _ ALCOHOLIC(취했나봐) (FEAT. 계피, JANG SEOK-HOON(장석훈))
- 2019.2.12 버벌진트 - 갑분사 (Feat. 한요한 & 장석훈)
- 2018.11.27 키드밀리 - Duracell (Feat. Byung un)
- 2019.3.28 PH-1 (래퍼) - Lights Out (Feat. 장석훈) (Prod. Mokyo)
- 2019.04.05 구원찬 - 너에게 (Feat. 장석훈)
- 2019.04.21 dress - No drugs in Korea (Feat. 장석훈)
- 2019.06.21 dress - Talk (Feat. 빈첸, sogumm, 장석훈)
- 2019.08.30 ZUNE - 독백 (Feat. 장석훈)